# 永田徹登
永田 徹登（ながた てつと、1935年1月21日 - 2018年7月9日）は、広島県出身のプロ野球選手（投手）。

## 来歴・人物
広島カープ（現在の広島東洋カープ）に1954年から3年間在籍した。広島県松本商業高等学校（現在の瀬戸内高等学校）出身。
息子は同じくカープに在籍していた永田利則である。なお親子2代続けてカープに在籍した初めてのケースである。
引退後は焼肉店を経営していた。
2018年7月9日死去。83歳没。
息子は広島県立広島商業高等学校の卒業だが自身が瀬戸内高等学校出身という縁で2023年から利則は瀬戸内高等学校の監督を務めた。

## 詳細情報

### 年度別投手成績
- 一軍公式戦出場なし

### 背番号
- 47（1954年 - 1956年）